# Červený Hrádek (Jirkov)

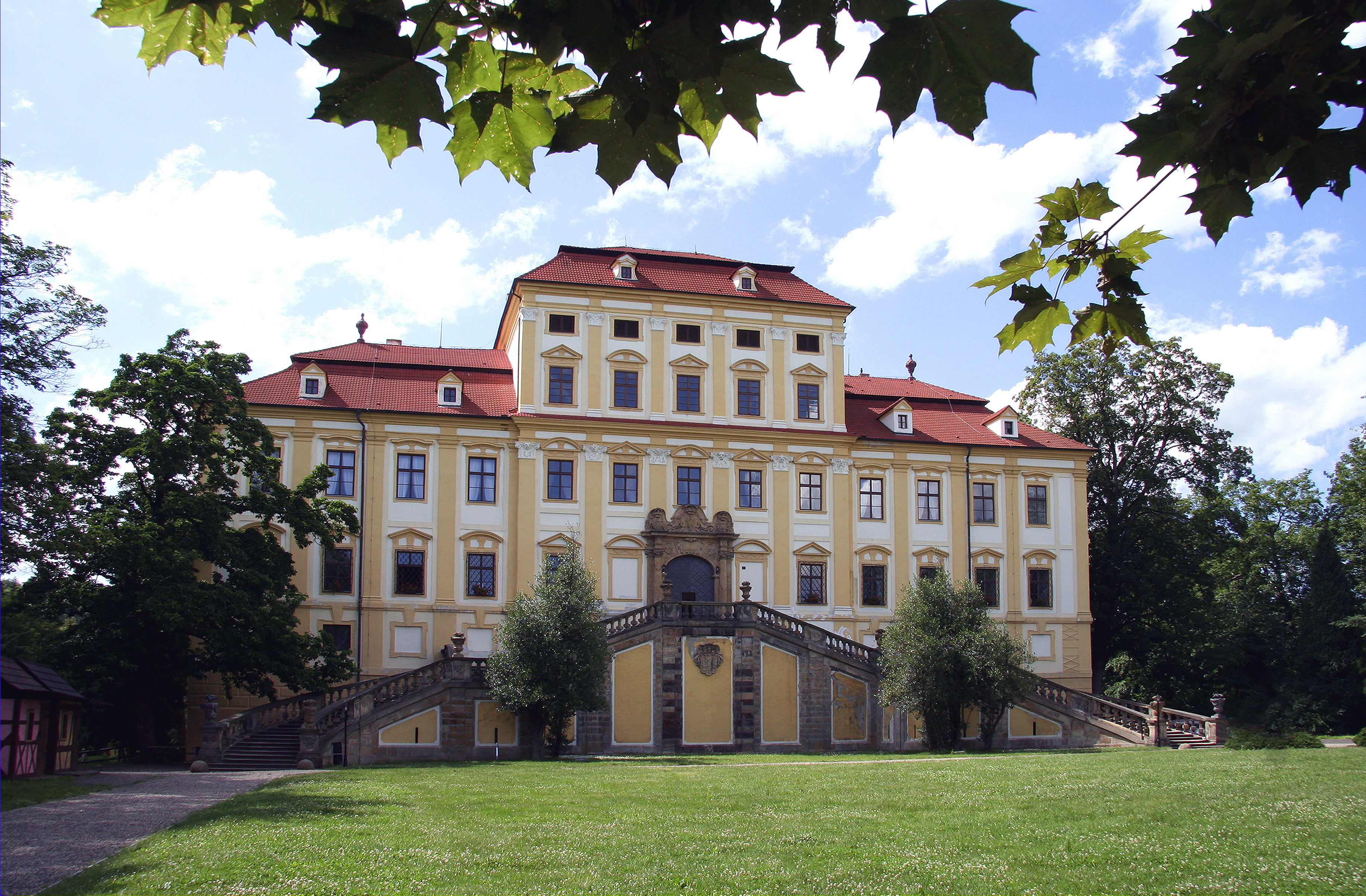
Schloss Červený Hrádek (Rothenhaus)

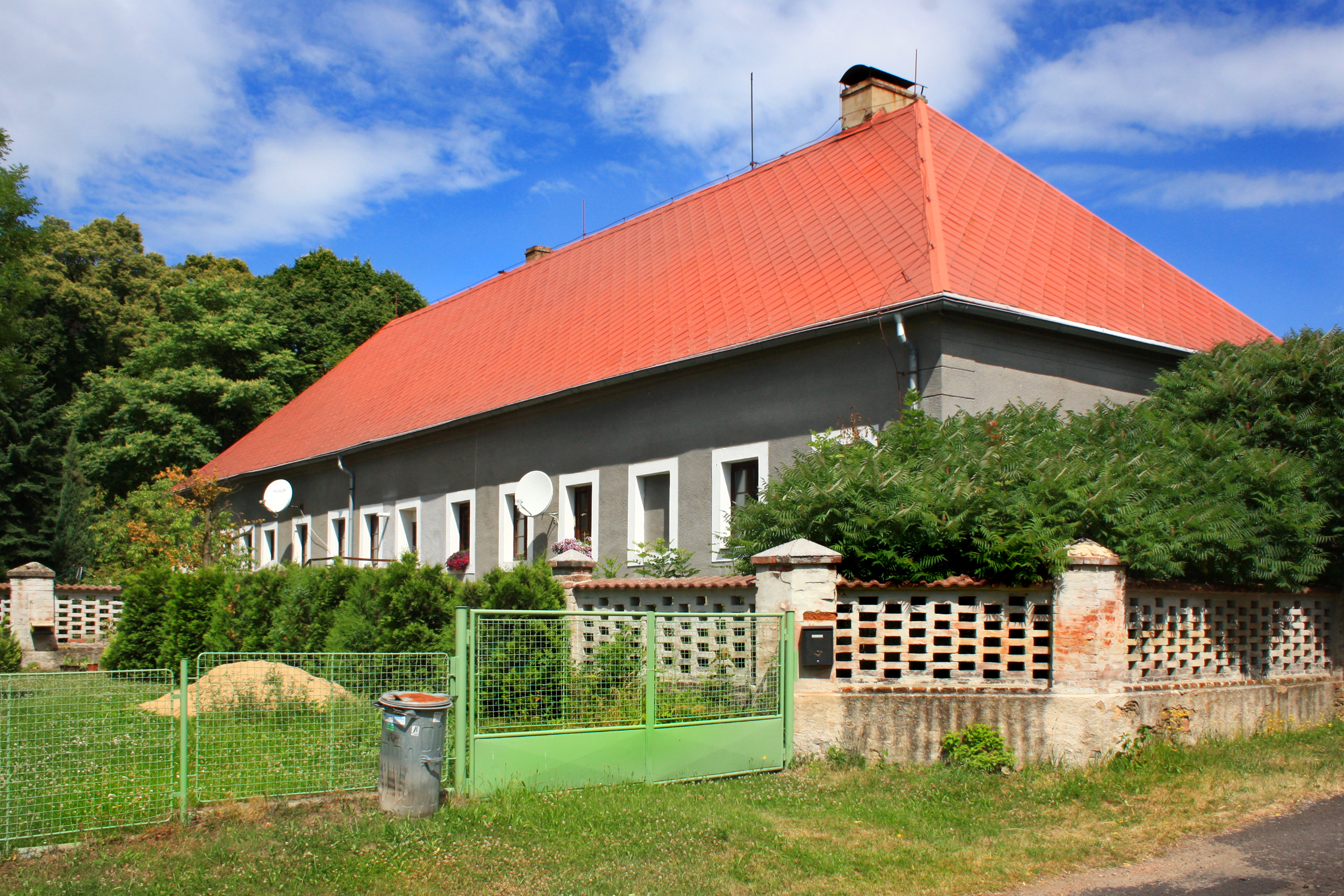
Bauernhaus in Červený Hrádek

Červený Hrádek (deutsch Rothenhaus) ist ein Ortsteil der Stadt Jirkov (Görkau) in Tschechien.

## Geographie
Červený Hrádek liegt anderthalb Kilometer nördlich des Stadtzentrums von Jirkov und erstreckt sich am Fuße des Erzgebirges entlang des Kanals Podkrušnohorský přivaděč zwischen den Einmündungen des Lužec (Aubach) und Zámecký potok (Schlossbach). Westlich über dem Dorf liegt am Teich Zámecký rybník das Schloss Červený Hrádek. Gegen Osten befindet sich der Badeteich Novomlýnský rybník und im Südosten der Stausee Újezd. Nördlich erhebt sich der Mufloní pahorek (466 m), im Nordwesten der Na Skalce (Wachhübel, 541 m). Zweieinhalb Kilometer östlich beginnt der Ervěnický koridor, dort liegt auch die Bahnstation Kyjice.
Nachbarorte sind Pyšná im Norden, Drmaly, Nové Drmaly und Vysoká Pec im Nordosten, Vrskmaň und Zaječice im Südosten, Nový Mlýn und Jirkov im Süden, Vinařice im Südwesten, Jindřišská im Westen sowie Boleboř im Nordwesten.

## Geschichte
Die erste schriftliche Erwähnung des Dorfes stammt aus dem Jahr 1321.
Ursprünglich stand an der Stelle des Schlosses die Burg Borek. Belege über die Gründung dieser Burg liegen nicht vor. Vermutlich wurde diese aber vor 1413 von Dietrich Kraa erbaut. 1415 erhielt Kraa vom König Wenzel IV. die Burg und zwei Teile des Ortes Borek als Lehen. Seine Frau Katharina verkaufte 1417 alles an Wenzel von Morawes und Kopitz. Da Wenzel katholisch war, kämpfte er während der Hussitenkriege auf der Seite des Kaisers Sigismund.
Im Jahr 1421 wurden die Burg und die Ansiedlung Borek von den Hussiten abgebrannt. Nach der Wiederherstellung der Burg wurde diese mit roter Farbe versehen. Ab diesem Zeitpunkt nannte man sie Rote Burg (Červený Hrádek).
Das weitere Schicksal des Ortes war im Wesentlichen mit der Geschichte von Schloss Červený Hrádek verbunden. Im Jahr 1577 kaufte Bohuslav Felix von Lobkowitz und Hassenstein das Anwesen. Ihm gehörte auch Komotau (Chomutov), mit dessen Schicksal Rothenhaus (Červený Hrádek) nun bis 1605 verbunden war. Bohuslaus’ Sohn Joachim tauschte nach dem Tod seiner Frau das Eigentum mit seinem Verwandten Georg Popel von Lobkowicz. Er erhielt dafür Jung-Bunzlau (Mladá Boleslav). In dieser Zeit war der größte Teil der Bevölkerung protestantisch. Georg Popel war aber überzeugter Katholik und bemühte sich, die Bevölkerung zu katholisieren. Helfen sollten ihm dabei die Jesuiten, die er nach Komotau rief und die dort ein Jesuitenkollegium gründeten. 1591 kam es zum Aufstand, das Jesuitenkollegium und das Schloss wurden geplündert. Der Aufstand wurde anschließend niedergeschlagen und die Aufständischen hart bestraft. Die Stadt Chomutov verlor viele Privilegien und musste hohe Strafzahlungen leisten, von denen sie aber nach 2 Jahren befreit wurde, als Popel in Ungnade fiel und sein Eigentum konfisziert wurde.
Im Jahr 1605 wurde das große Anwesen nach und nach verkauft. Rothenhaus (Červený Hrádek) mit Görkau (Jirkov), Platten (Blatno) und 24 Dörfer kaufte Adam Herzan von Harras. Während des folgenden Dreißigjährigen Krieges wurde die Burg des Öfteren belagert, erobert, geplündert und zweimal abgebrannt. Im Jahr 1646 übernahm Johann Adam von Herzan das Schloss, das inzwischen eine nicht mehr reparierbare Ruine geworden war. Johann Adam baute 1655 bis 1675 ein neues Schloss. Das Aussehen des Gebäudes, dessen Entwurf vermutlich von Antonio della Porta stammte, hat sich seit dieser Zeit kaum verändert.
Durch Kauf kam das Schloss samt Grundherrschaft 1707 an Johann Adam Andreas Fürst von Liechtenstein und über dessen Tochter Marie Dominika von und zu Liechtenstein, die mit Heinrich Joseph Fürst von Auersperg verheiratet war, an die Fürsten von Auersperg. Im Österreichischen Erbfolgekrieg war das Schloss abwechselnd von den französischen, sächsischen und bayrischen Truppen besetzt. Im Siebenjährigen Krieg wurde es 1762 von preußischen Truppen besetzt und etwa drei Wochen lang geplündert. Ab 1766 wurde das Schloss vom Erben Johann Adam von Auersperg erneut renoviert. Dieser verkaufte die Herrschaft 1771 an Johann Alexander von Rottenhan.
Damit beginnt auf Schloss Rothenhaus die Epoche der Freiherrn und Reichsgrafen von Rottenhan. Nach sechs Jahren übernahm dessen Sohn Heinrich Franz von Rottenhan die Herrschaft. Dieser war einer der bedeutendsten Männer seiner Zeit und einer der Gründer der Textilindustrie im Saazer Kreis. Er ließ auch den englischen Garten anlegen. Im Jahre 1809 erbte seine Tochter Marie Gabrielle von Rottenhan (1784–1863), verheiratet mit  Georg Franz Graf von Buquoy die Herrschaft Rothenhaus. Sie ließ 1832 die Bezirksstraße von Görkau über Rothenhaus und Göttersdorf nach Kallich erbauen.
Nach der Aufhebung der Patrimonialherrschaften bildete Rothenhaus/Červený Hrádek ab 1850 eine Gemeinde im Bezirk Komotau. 1861 zerstörte ein Feuer die Stallungen des Schlosses, mehrere Wohnhäuser sowie die Weberei und die Schule. Zwei Jahre später übernahm die Enkelin, Gabriela von und zu Trauttmansdorff-Weinsberg, die mit Prinz Ludwig Karl zu Hohenlohe-Langenburg verheiratet war, das Gut. Der älteste Sohn Gottfried hatte sechs Kinder, von denen Max Egon zu Hohenlohe-Langenburg das Schloss Rothenhaus erhielt. Dieser organisierte hier 1938 die Treffen zwischen Lord Walter Runciman mit Konrad Henlein.
In den 1840er Jahren wurde in der Nähe des Dorfes kurzzeitig der Braunkohletagebau „Franz Xaver“ betrieben. 1869 wurden Stolzenhan und Türmaul als Ortsteile an Rothenhaus angeschlossen. 1871 wurde die Schule wiederhergerichtet, zuvor erfolgte der Unterricht zeitweilig in Türmaul. 1880 bestand Rothenhaus aus 55 Wohnhäusern und hatte 508 Einwohner. Im Jahre 1890 löste sich Türmaul, zehn Jahre später auch Stolzenhan wieder los und bildeten eigene Gemeinden. 1930 hatte das Dorf 422 Bewohner und bestand aus 63 Wohnhäusern. Nach dem Münchner Abkommen wurde die Gemeinde 1938 dem Deutschen Reich zugeschlagen und gehörte bis 1945 zum Landkreis Komotau. 1939 hatte Rothenhaus 380 Einwohner. Nach dem Zweiten Weltkrieg wurde das Schloss enteignet und verstaatlicht. Mit Beginn des Jahres 1961 erfolgte die Eingemeindung von Červený Hrádek in die Stadt Jirkov. Im Jahr 1991 bestand Červený Hrádek aus 51 Wohnhäusern, in denen 139 Menschen lebten. Insgesamt besteht das Dorf aus 65 Häusern.

## Entwicklung der Einwohnerzahl
| Jahr | Einwohnerzahl |
| ---- | ------------- |
| 1869 | 502           |
| 1880 | 508           |
| 1890 | 507           |
| 1900 | 494           |
| 1910 | 502           |

| Jahr | Einwohnerzahl |
| ---- | ------------- |
| 1921 | 409           |
| 1930 | 422           |
| 1950 | 222           |
| 1961 | 252           |
| 1970 | 597           |

| Jahr | Einwohnerzahl |
| ---- | ------------- |
| 1980 | 176           |
| 1991 | 139           |
| 2001 | 158           |
| 2011 | 169           |

## Sehenswürdigkeiten
- Das Barockschloss Rothenhaus wurde 1655–1675 nach Plänen von Antonio della Porta aus der weitgehend zerstörten Burg neu aufgebaut. Seit 1996 befindet es sich im Besitz der Stadt Jirkov. Danach wurde das gesamte Schloss bis zum Jahr 2006 aufwändig restauriert. Neben einem großen Park sind heute die Galerie, eine Ausstellung, der Innenhof und die Schlosskapelle zu besichtigen.
- Statue des hl. Johannes von Nepomuk auf einem Sockel mit dem Wappen der Auersperger am Dorfplatz, geschaffen um 1750.

## Söhne und Töchter des Ortes
- Ferdinand Maximilian Brokoff (* 1688, † 1731), deutsch-böhmischer Bildhauer
- Michael Balling (* 17. März 1776, † 1848), deutsch-böhmischer Chemiker, Oberhüttenamts-Direktor in Zbirow